# Саркисов, Эдуард Рачикович
Эдуа́рд Ра́чикович Сарки́сов (род. 5 апреля 1971, Новороссийск, Краснодарский край, СССР) — советский и российский футболист, полузащитник; тренер. Мастер спорта СССР (1991).

## Клубная карьера
Воспитанник ДЮСШ «Черноморец». Первый тренер — Анатолий Иванович Бутков. В футбольную школу Саркисова привёл отец Рачик Сергеевич (1936—2004), который сам в своё время играл за «Цемент».
В игре со сверстниками из Ворошиловградского интерната его приметили тренеры гостей и позвали к себе. В 1989 году, после окончания интерната, вернулся в Новороссийск. В 1990 году перешёл в клуб высшей лиги СССР ереванский «Арарат». Вместе с командой в 1991 году занял в лиге 7 место, вышел в полуфинал Кубка СССР 1990/91. Рассчитывал и далее играть в «Арарате», подписал контракт ещё на три года, однако союзный чемпионат перестал существовать. Вскоре на него вышел донецкий «Шахтёр», но Владимир Бут, вице-президент новороссийского клуба, уговорил игрока вернуться домой. В первенстве России дебютировал в 1992 году в составе новороссийского «Гекриса». В нём же, уже под названием «Черноморец», сыграл в Высшей лиге России в 1995 году. С 1996 по 1998 год играл за «Кубань». Сезон-2000 провёл в «Жемчужине».

## Тренерская карьера
В 2006 году начал работать помощником главного тренера в «Черноморце», в конце года возглавил команду, однако ненадолго. В 2007 году руководил клубом «Спартак-УГП». 2008 год провёл в качестве старшего тренера Школы бразильского футбола в России. В 2009 году вернулся на работу в качестве помощника главного тренера в «Черноморец», где затем, с мая по июнь, был исполняющим обязанности после отставки Николая Южанина. В 2011 году возглавил дебютирующий во Втором дивизионе клуб «Славянский». С июля 2013 по 2 января 2015 — главный тренер футбольного клуба «Витязь» (Крымск). Летом 2015 года опять вернулся в родной «Черноморец» в качестве главного тренера.
17 октября 2022 года возглавил клуб «Кубань Холдинг» из станицы Павловской, с которым заключил долгосрочное соглашение.
12 сентября 2023 года стал главным тренером клуба «Форте».

## Достижения
- Победитель Первой лиги (2): 1993 (зона «Запад»), 1994
- Бронзовый призёр зоны «Запад» Первой лиги: 1992
- Победитель 3-й зоны Второй лиги: 1989